# Serie A 1991-1992
La Serie A 1991-1992 è stata la 90ª edizione della massima serie del campionato italiano di calcio (la 60ª a girone unico), disputata tra il 1º settembre 1991 e il 24 maggio 1992 e conclusa con la vittoria del Milan, al suo dodicesimo titolo.
Capocannoniere del torneo è stato Marco van Basten (Milan) con 25 reti.

## Stagione

### Novità
A livello di regolamento da segnalare una nuova norma: l'espulsione per il fallo di mano volontario.

### Calciomercato

Da sinistra: Giovanni Trapattoni, di ritorno sulla panchina della Juventus dopo un lustro, accoglie il neoacquisto Antonio Conte.

Lo scudetto finito pochi mesi prima sulle maglie della Sampdoria scatenò le reazioni delle squadre di vertice, le quali non tardarono a investire sul mercato per costruire organici competitivi.
In seguito al passaggio di Sacchi sulla panchina della nazionale italiana, il Milan fu affidato al'esordiente Fabio Capello, una scommessa del presidente Silvio Berlusconi, e vide l'innesto di pochi rinforzi, tra cui spiccò il rientro dal prestito patavino del promettente Albertini. I concittadini dell'Inter puntarono invece sull'emergente Corrado Orrico, protagonista di una lunga gavetta nella serie cadetta.

Il giovane attaccante Gabriel Batistuta della Fiorentina, autore di 13 reti all'esordio in Serie A.

La Juventus, rimasta scottata dalla breve e deludente gestione Montezemolo-Maifredi, riportò Giampiero Boniperti in società come amministratore delegato e Giovanni Trapattoni in panchina: tra i maggiori volti nuovi nello spogliatoio ci furono il portiere Peruzzi, i difensori Kohler e Carrera e, nel mercato autunnale, il centrocampista Conte. Il primo Napoli post-Maradona si affidò in panchina a Claudio Ranieri, reduce da buone stagioni alla guida del Cagliari e, nel tentativo di mantenersi comunque ai vertici nonostante l'addio del fuoriclasse argentino, rinforzò l'organico con vari mestieranti all'infuori del promettente libero francese Blanc.
Colpo di rilievo per la Fiorentina, che portò in viola l'astro nascente argentino Batistuta. Interessanti anche i movimenti delle provinciali, con gli arrivi di Platt al Bari e Bierhoff all'Ascoli. Destò sorpresa il Foggia di Zdeněk Zeman, tornato in Serie A dopo tredici anni e con un gioco imperniato su uno spiccatamente offensivo 4-3-3.

### Avvenimenti

#### Girone di andata
Dopo il ciclo sacchiano che aveva portato numerose vittorie internazionali, il Milan di Berlusconi cominciò a mietere successi in serie anche in Italia. Complice anche la squalifica annuale dalle competizioni confederali comminata ai rossoneri per i fatti di Marsiglia del marzo precedente, oltreché una Sampdoria che si concentrerà più sull'avventura in Coppa dei Campioni che sulla difesa dello scudetto, la squadra di Capello diede avvio, da questa stagione, a un dominio nazionale che si protrarrà pressoché per un lustro.

Il milanista Marco van Basten, capocannoniere del torneo con 25 gol in 31 gare.

Il torneo iniziò il 1º settembre 1991 e dopo appena due settimane, in occasione della terza giornata, a Torino andò subito in scena un importante scontro diretto tra Juventus e Milan, che si concluse sull'1-1. Le due squadre furono le protagoniste d'inizio stagione, con Inter e Napoli leggermente staccate a inseguire. I bianconeri di Trapattoni, complice il rinvio di una gara dei rivali rossoneri, balzarono in testa alla quinta giornata, ma persero sette giorni dopo la vetta solitaria della classifica a favore del Napoli (vittorioso 4-1 ad Ascoli Piceno), a sua volta rimontato e superato successivamente dal Milan; la squadra, guidata dal bomber olandese Marco van Basten superò a San Siro gli stessi azzurri per 5-0 il 5 gennaio 1992, escludendoli dalla lotta scudetto, che si ridusse poi a due sole squadre a causa del calo nerazzurro nel girone di ritorno.
I rossoneri vinsero il titolo d'inverno il 12 gennaio e chiusero, la domenica dopo, il girone di andata con tre punti più della Juventus, collezionando nella prima parte del torneo 29 punti su 34 disponibili, un record che sarebbe stato migliorato (31 punti su 34) ancora dal Milan l'anno seguente.

#### Girone di ritorno
I rossoneri allungarono ulteriormente all'inizio del girone di ritorno fino a presentarsi allo scontro diretto, il 9 febbraio, con 5 punti di vantaggio. L'1-1 finale lasciò il distacco invariato, permettendo loro di gestire tranquillamente il vantaggio alternando vittorie a San Siro e pareggi in trasferta. Le già deboli speranze di rimonta dei bianconeri vennero stroncate alla ventisettesima giornata (il 5 aprile) con la sconfitta nel derby, mentre il Milan travolse per 5-1 la Sampdoria per un ideale passaggio di consegne. Lo scudetto ormai era solo questione di tempo e la matematica certezza arrivò al San Paolo di Napoli con due giornate d'anticipo, il 10 maggio.

Il neopromosso di Zdeněk Zeman, sorpresa della stagione col nono posto finale.

Il Milan vinse il campionato rimanendo imbattuto, prima squadra a riuscirvi dall'istituzione della Serie A a girone unico nell'edizione 1929-1930: per ritrovare una vincitrice della massima serie italiana imbattuta bisogna infatti tornare indietro alla Prima Divisione 1922-1923 vinta dal Genoa. Soltanto il Perugia, nella stagione 1978-1979, era riuscito a chiudere un campionato da imbattuta nell'era del girone unico in Serie A, finendo però al secondo posto proprio dietro ai rossoneri. Per gli uomini di Capello fu il dodicesimo scudetto, primo di una lunga serie negli anni novanta.
Oltre alla conferma del Parma, fece bene il neopromosso Foggia dell'allenatore Zdeněk Zeman, che chiuse al nono posto grazie a un gioco altamente spettacolare. In zona UEFA un calendario favorevole aiutò la rincorsa della Roma, mentre rimasero escluse la Sampdoria campione uscente e, dopo sedici anni, un'Inter in crisi. Con diverse giornate di anticipo sulla fine del torneo retrocessero il Bari dopo tre anni in massima serie, il Verona, la Cremonese e l'Ascoli, quest'ultimo dopo un solo anno di permanenza in Serie A.

## Squadre partecipanti
| Club       | Stagione | Città         | Stadio                       | Stagione precedente           |
| ---------- | -------- | ------------- | ---------------------------- | ----------------------------- |
| Ascoli     | dettagli | Ascoli Piceno | Stadio Cino e Lillo Del Duca | 4º posto in Serie B, promosso |
| Atalanta   | dettagli | Bergamo       | Stadio Comunale              | 10º posto in Serie A          |
| Bari       | dettagli | Bari          | Stadio San Nicola            | 13º posto in Serie A          |
| Cagliari   | dettagli | Cagliari      | Stadio Sant'Elia             | 14º posto in Serie A          |
| Cremonese  | dettagli | Cremona       | Stadio Giovanni Zini         | 3º posto in Serie B, promosso |
| Fiorentina | dettagli | Firenze       | Stadio Comunale              | 12º posto in Serie A          |
| Foggia     | dettagli | Foggia        | Stadio Pino Zaccheria        | 1º posto in Serie B, promosso |
| Genoa      | dettagli | Genova        | Stadio Luigi Ferraris        | 4º posto in Serie A           |
| Inter      | dettagli | Milano        | Stadio Giuseppe Meazza       | 3º posto in Serie A           |
| Juventus   | dettagli | Torino        | Stadio delle Alpi            | 7º posto in Serie A           |
| Lazio      | dettagli | Roma          | Stadio Olimpico              | 11º posto in Serie A          |
| Milan      | dettagli | Milano        | Stadio Giuseppe Meazza       | 2º posto in Serie A           |
| Napoli     | dettagli | Napoli        | Stadio San Paolo             | 8º posto in Serie A           |
| Parma      | dettagli | Parma         | Stadio Ennio Tardini         | 6º posto in Serie A           |
| Roma       | dettagli | Roma          | Stadio Olimpico              | 9º posto in Serie A           |
| Sampdoria  | dettagli | Genova        | Stadio Luigi Ferraris        | 1º posto in Serie A           |
| Torino     | dettagli | Torino        | Stadio delle Alpi            | 5º posto in Serie A           |
| Verona     | dettagli | Verona        | Stadio Marcantonio Bentegodi | 2º posto in Serie B, promosso |

## Allenatori e primatisti
| Squadra    | Allenatore                                                             | Calciatore più presente                         | Cannoniere                                        |
| ---------- | ---------------------------------------------------------------------- | ----------------------------------------------- | ------------------------------------------------- |
| Ascoli     | Giancarlo De Sisti (1ª-18) Massimo Cacciatori (19ª-34ª)                | Fabrizio Lorieri (33)                           | Paolo Benetti, Filippo Maniero, Pedro Troglio (4) |
| Atalanta   | Bruno Giorgi                                                           | Fabrizio Ferron, Carlo Perrone (33)             | Carlos Alberto Bianchezi, Claudio Caniggia (8)    |
| Bari       | Gaetano Salvemini (1ª-5ª) Zbigniew Boniek (6ª-34ª)                     | David Platt, Domenico Progna, Antonio Soda (29) | David Platt (11)                                  |
| Cagliari   | Massimo Giacomini (1ª-6ª) Carlo Mazzone (7ª-34ª)                       | Mario Ielpo (34)                                | Daniel Fonseca (9)                                |
| Cremonese  | Gustavo Giagnoni                                                       | Michelangelo Rampulla (34)                      | Gustavo Dezotti (9)                               |
| Fiorentina | Sebastião Lazaroni (1ª-5ª) Luigi Radice (6ª-34ª)                       | Mario Faccenda (34)                             | Gabriel Batistuta (13)                            |
| Foggia     | Zdeněk Zeman                                                           | Onofrio Barone, Maurizio Codispoti (34)         | Francesco Baiano (16)                             |
| Genoa      | Osvaldo Bagnoli                                                        | Carlos Aguilera (34)                            | Tomáš Skuhravý (11)                               |
| Inter      | Corrado Orrico (1ª-17ª) Luis Suárez (18ª-34ª)                          | Jürgen Klinsmann, Walter Zenga (31)             | Jürgen Klinsmann (7)                              |
| Juventus   | Giovanni Trapattoni                                                    | Pierluigi Casiraghi, Júlio César (33)           | Roberto Baggio (18)                               |
| Lazio      | Dino Zoff                                                              | Roberto Bacci (33)                              | Karl-Heinz Riedle, Rubén Sosa (13)                |
| Milan      | Fabio Capello                                                          | Franco Baresi, Mauro Tassotti (33)              | Marco van Basten (25)                             |
| Napoli     | Claudio Ranieri                                                        | Gianfranco Zola (34)                            | Careca (15)                                       |
| Parma      | Nevio Scala                                                            | Tomas Brolin, Taffarel (34)                     | Alessandro Melli (6)                              |
| Roma       | Ottavio Bianchi                                                        | Aldair, Amedeo Carboni (33)                     | Rudi Völler (7)                                   |
| Sampdoria  | Narciso Pezzotti e Vujadin Boškov (D.T.)                               | Attilio Lombardo, Gianluca Pagliuca (34)        | Gianluca Vialli (11)                              |
| Torino     | Emiliano Mondonico                                                     | Gianluigi Lentini, Luca Marchegiani (33)        | Vincenzo Scifo (9)                                |
| Verona     | Eugenio Fascetti (1ª-25ª) Mario Corso e Nils Liedholm (D.T.) (26ª-34ª) | Attilio Gregori (34)                            | Robert Prytz (4)                                  |

## Classifica finale
|        | Pos. | Squadra    | Pt | G  | V  | N  | P  | GF | GS | DR  |
| ------ | ---- | ---------- | -- | -- | -- | -- | -- | -- | -- | --- |
|        | 1.   | Milan      | 56 | 34 | 22 | 12 | 0  | 74 | 21 | +53 |
|        | 2.   | Juventus   | 48 | 34 | 18 | 12 | 4  | 45 | 22 | +23 |
|        | 3.   | Torino     | 43 | 34 | 14 | 15 | 5  | 42 | 20 | +22 |
|        | 4.   | Napoli     | 42 | 34 | 15 | 12 | 7  | 56 | 40 | +16 |
|        | 5.   | Roma       | 40 | 34 | 13 | 14 | 7  | 37 | 31 | +6  |
|        | 6.   | Sampdoria  | 38 | 34 | 11 | 16 | 7  | 38 | 31 | +7  |
| [ 18 ] | 7.   | Parma      | 38 | 34 | 11 | 16 | 7  | 32 | 28 | +4  |
|        | 8.   | Inter      | 37 | 34 | 10 | 17 | 7  | 28 | 28 | 0   |
|        | 9.   | Foggia     | 35 | 34 | 12 | 11 | 11 | 58 | 58 | 0   |
|        | 10.  | Atalanta   | 34 | 34 | 10 | 14 | 10 | 31 | 33 | -2  |
|        | 11.  | Lazio      | 34 | 34 | 11 | 12 | 11 | 43 | 40 | +3  |
|        | 12.  | Fiorentina | 32 | 34 | 10 | 12 | 12 | 44 | 41 | +3  |
|        | 13.  | Cagliari   | 29 | 34 | 7  | 15 | 12 | 30 | 34 | -4  |
|        | 14.  | Genoa      | 29 | 34 | 9  | 11 | 14 | 35 | 47 | -12 |
|        | 15.  | Bari       | 22 | 34 | 6  | 10 | 18 | 26 | 47 | -21 |
|        | 16.  | Verona     | 21 | 34 | 7  | 7  | 20 | 24 | 57 | -33 |
|        | 17.  | Cremonese  | 20 | 34 | 5  | 10 | 19 | 27 | 49 | -22 |
|        | 18.  | Ascoli     | 14 | 34 | 4  | 6  | 24 | 25 | 68 | -43 |

Legenda:
      Campione d'Italia e qualificato alla UEFA Champions League 1992-1993.
      Qualificati alla Coppa UEFA 1992-1993.
      Qualificata alla Coppa delle Coppe 1992-1993.
      Retrocessi in Serie B 1992-1993.
Regolamento:
Due punti a vittoria, uno a pareggio, zero a sconfitta.
A parità di punti valeva la classifica avulsa, eccetto per l'assegnazione dello scudetto, dei posti salvezza-retrocessione e qualificazione-esclusione dalla Coppa UEFA per i quali era previsto uno spareggio.

### Squadra campione
| Formazione tipo | Giocatori (presenze)       |
| --- | -------------------------- |
| Rossi Tassotti Costacurta Baresi Maldini Donadoni Albertini Rijkaard Gullit van Basten Massaro | Sebastiano Rossi (30)      |
| Rossi Tassotti Costacurta Baresi Maldini Donadoni Albertini Rijkaard Gullit van Basten Massaro | Mauro Tassotti (33)        |
| Rossi Tassotti Costacurta Baresi Maldini Donadoni Albertini Rijkaard Gullit van Basten Massaro | Alessandro Costacurta (30) |
| Rossi Tassotti Costacurta Baresi Maldini Donadoni Albertini Rijkaard Gullit van Basten Massaro | Franco Baresi (33)         |
| Rossi Tassotti Costacurta Baresi Maldini Donadoni Albertini Rijkaard Gullit van Basten Massaro | Paolo Maldini (31)         |
| Rossi Tassotti Costacurta Baresi Maldini Donadoni Albertini Rijkaard Gullit van Basten Massaro | Ruud Gullit (26)           |
| Rossi Tassotti Costacurta Baresi Maldini Donadoni Albertini Rijkaard Gullit van Basten Massaro | Demetrio Albertini (28)    |
| Rossi Tassotti Costacurta Baresi Maldini Donadoni Albertini Rijkaard Gullit van Basten Massaro | Frank Rijkaard (30)        |
| Rossi Tassotti Costacurta Baresi Maldini Donadoni Albertini Rijkaard Gullit van Basten Massaro | Roberto Donadoni (30)      |
| Rossi Tassotti Costacurta Baresi Maldini Donadoni Albertini Rijkaard Gullit van Basten Massaro | Marco van Basten (31)      |
| Rossi Tassotti Costacurta Baresi Maldini Donadoni Albertini Rijkaard Gullit van Basten Massaro | Daniele Massaro (32)       |
| Altri giocatori: Alberico Evani (27), Diego Fuser (15), Marco Simone (15), Carlo Ancelotti (12), Aldo Serena (9), Filippo Galli (8), Enzo Gambaro (5), Francesco Antonioli (4), Giovanni Cornacchini (3). |                            |

## Risultati

### Tabellone
|            | ASC  | ATA  | BAR  | CAG  | CRE  | FIO  | FOG  | GEN  | INT  | JUV  | LAZ  | MIL  | NAP  | PAR  | ROM  | SAM  | TOR  | VER  |
| ---------- | ---- | ---- | ---- | ---- | ---- | ---- | ---- | ---- | ---- | ---- | ---- | ---- | ---- | ---- | ---- | ---- | ---- | ---- |
| Ascoli     | –––– | 1-0  | 2-2  | 1-3  | 1-0  | 0-0  | 2-1  | 0-2  | 1-2  | 0-2  | 1-4  | 0-1  | 1-4  | 2-3  | 1-1  | 0-1  | 0-4  | 1-1  |
| Atalanta   | 1-1  | –––– | 2-1  | 0-1  | 1-1  | 1-0  | 4-4  | 1-0  | 1-0  | 0-0  | 1-0  | 0-2  | 1-1  | 0-1  | 0-1  | 0-0  | 1-3  | 0-0  |
| Bari       | 2-1  | 0-0  | –––– | 1-0  | 0-0  | 1-0  | 1-3  | 1-2  | 0-2  | 0-0  | 1-2  | 0-1  | 1-3  | 1-1  | 2-1  | 1-1  | 1-1  | 2-1  |
| Cagliari   | 2-0  | 0-0  | 0-0  | –––– | 0-0  | 4-0  | 2-2  | 1-1  | 1-1  | 1-1  | 0-1  | 1-4  | 0-0  | 0-0  | 0-1  | 3-2  | 0-1  | 4-0  |
| Cremonese  | 3-1  | 1-2  | 1-1  | 0-1  | –––– | 1-3  | 0-2  | 2-1  | 0-1  | 0-2  | 2-0  | 1-1  | 0-0  | 0-1  | 1-2  | 0-1  | 0-2  | 3-0  |
| Fiorentina | 1-2  | 3-0  | 2-0  | 1-0  | 1-1  | –––– | 1-2  | 3-1  | 1-1  | 2-0  | 1-1  | 0-0  | 4-2  | 1-1  | 0-1  | 1-2  | 0-0  | 4-1  |
| Foggia     | 1-0  | 2-3  | 4-1  | 3-1  | 2-0  | 3-3  | –––– | 1-0  | 2-2  | 0-1  | 2-1  | 2-8  | 1-0  | 1-1  | 1-2  | 0-0  | 1-1  | 5-0  |
| Genoa      | 1-0  | 0-2  | 1-3  | 2-2  | 2-0  | 3-2  | 0-2  | –––– | 1-2  | 2-1  | 1-0  | 0-0  | 3-4  | 2-0  | 1-1  | 0-0  | 1-1  | 1-0  |
| Inter      | 2-1  | 0-0  | 1-0  | 0-0  | 0-2  | 1-1  | 1-1  | 2-2  | –––– | 1-3  | 1-0  | 1-1  | 0-0  | 0-0  | 0-0  | 0-0  | 0-0  | 2-0  |
| Juventus   | 1-0  | 2-1  | 2-0  | 0-0  | 2-0  | 1-0  | 4-1  | 3-0  | 2-1  | –––– | 1-1  | 1-1  | 3-1  | 1-0  | 2-1  | 0-0  | 1-0  | 2-0  |
| Lazio      | 1-1  | 1-1  | 3-1  | 2-1  | 3-2  | 1-1  | 5-2  | 1-1  | 0-1  | 1-1  | –––– | 1-1  | 3-3  | 1-1  | 1-1  | 1-2  | 2-1  | 2-0  |
| Milan      | 4-1  | 3-1  | 2-0  | 1-0  | 3-1  | 1-1  | 3-1  | 1-1  | 1-0  | 1-1  | 2-0  | –––– | 5-0  | 2-0  | 4-1  | 5-1  | 2-0  | 4-0  |
| Napoli     | 5-1  | 1-0  | 1-0  | 4-0  | 3-0  | 1-0  | 3-3  | 1-0  | 1-1  | 0-1  | 3-0  | 1-1  | –––– | 2-2  | 3-2  | 2-1  | 0-1  | 3-1  |
| Parma      | 2-0  | 0-0  | 1-0  | 1-1  | 1-1  | 1-1  | 2-0  | 2-0  | 1-1  | 0-0  | 1-0  | 1-3  | 2-1  | –––– | 3-1  | 2-1  | 0-0  | 1-1  |
| Roma       | 1-0  | 1-1  | 2-0  | 0-0  | 3-0  | 1-3  | 1-1  | 0-0  | 0-1  | 1-1  | 1-1  | 1-1  | 1-1  | 1-0  | –––– | 2-0  | 1-0  | 1-0  |
| Sampdoria  | 4-0  | 0-2  | 1-1  | 1-1  | 2-2  | 2-0  | 1-1  | 2-2  | 4-0  | 1-0  | 1-0  | 0-2  | 1-1  | 2-0  | 1-1  | –––– | 0-0  | 2-0  |
| Torino     | 5-2  | 1-1  | 1-0  | 1-0  | 2-0  | 2-0  | 3-1  | 4-0  | 0-0  | 2-0  | 0-1  | 2-2  | 0-0  | 0-0  | 1-1  | 1-1  | –––– | 0-0  |
| Verona     | 1-0  | 1-3  | 2-1  | 2-0  | 2-2  | 2-3  | 1-0  | 2-1  | 1-0  | 3-3  | 0-2  | 0-1  | 0-1  | 1-0  | 0-1  | 0-0  | 1-2  | –––– |

### Calendario
Il calendario fu sorteggiato il 3 agosto 1991. Furono previste cinque pause: il 13 ottobre, 10 novembre, 22 dicembre e 22 marzo per gli impegni della Nazionale. Il 29 dicembre, il campionato rimase invece fermo per la sosta natalizia.
| andata (1ª) | andata (1ª) | 1ª giornata         | ritorno (18ª) | ritorno (18ª) |
|             |             |                     |               |               |
| 1º set.     | 0-1         | Ascoli-Milan        | 1-4           | 26 gen.       |
| 1º set.     | 1-1         | Bari-Torino         | 0-1           | 26 gen.       |
| 1º set.     | 3-2         | Cagliari-Sampdoria  | 1-1           | 26 gen.       |
| 1º set.     | 2-0         | Genoa-Cremonese     | 1-2           | 26 gen.       |
| 1º set.     | 1-1         | Inter-Foggia        | 2-2           | 26 gen.       |
| 1º set.     | 1-0         | Juventus-Fiorentina | 0-2           | 26 gen.       |
| 1º set.     | 1-1         | Lazio-Parma         | 0-1           | 26 gen.       |
| 1º set.     | 1-0         | Napoli-Atalanta     | 1-1           | 26 gen.       |
| 1º set.     | 0-1         | Verona-Roma         | 0-1           | 26 gen.       |

| andata (2ª) | andata (2ª) | 2ª giornata      | ritorno (19ª) | ritorno (19ª) |
|             |             |                  |               |               |
| 8 set.      | 1-1         | Atalanta-Ascoli  | 0-1           | 2 feb.        |
| 8 set.      | 0-0         | Cremonese-Napoli | 0-3           | 2 feb.        |
| 8 set.      | 3-1         | Fiorentina-Genoa | 2-3           | 2 feb.        |
| 8 set.      | 0-1         | Foggia-Juventus  | 1-4           | 2 feb.        |
| 8 set.      | 1-0         | Milan-Cagliari   | 4-1           | 2 feb.        |
| 8 set.      | 1-0         | Parma-Bari       | 1-1           | 2 feb.        |
| 8 set.      | 0-1         | Roma-Inter       | 0-0           | 2 feb.        |
| 8 set.      | 2-0         | Sampdoria-Verona | 0-0           | 2 feb.        |
| 8 set.      | 0-1         | Torino-Lazio     | 1-2           | 2 feb.        |

| andata (1ª) | andata (1ª) | 1ª giornata         | ritorno (18ª) | ritorno (18ª) |
|             |             |                     |               |               |
| 1º set.     | 0-1         | Ascoli-Milan        | 1-4           | 26 gen.       |
| 1º set.     | 1-1         | Bari-Torino         | 0-1           | 26 gen.       |
| 1º set.     | 3-2         | Cagliari-Sampdoria  | 1-1           | 26 gen.       |
| 1º set.     | 2-0         | Genoa-Cremonese     | 1-2           | 26 gen.       |
| 1º set.     | 1-1         | Inter-Foggia        | 2-2           | 26 gen.       |
| 1º set.     | 1-0         | Juventus-Fiorentina | 0-2           | 26 gen.       |
| 1º set.     | 1-1         | Lazio-Parma         | 0-1           | 26 gen.       |
| 1º set.     | 1-0         | Napoli-Atalanta     | 1-1           | 26 gen.       |
| 1º set.     | 0-1         | Verona-Roma         | 0-1           | 26 gen.       |

| andata (2ª) | andata (2ª) | 2ª giornata      | ritorno (19ª) | ritorno (19ª) |
|             |             |                  |               |               |
| 8 set.      | 1-1         | Atalanta-Ascoli  | 0-1           | 2 feb.        |
| 8 set.      | 0-0         | Cremonese-Napoli | 0-3           | 2 feb.        |
| 8 set.      | 3-1         | Fiorentina-Genoa | 2-3           | 2 feb.        |
| 8 set.      | 0-1         | Foggia-Juventus  | 1-4           | 2 feb.        |
| 8 set.      | 1-0         | Milan-Cagliari   | 4-1           | 2 feb.        |
| 8 set.      | 1-0         | Parma-Bari       | 1-1           | 2 feb.        |
| 8 set.      | 0-1         | Roma-Inter       | 0-0           | 2 feb.        |
| 8 set.      | 2-0         | Sampdoria-Verona | 0-0           | 2 feb.        |
| 8 set.      | 0-1         | Torino-Lazio     | 1-2           | 2 feb.        |

| andata (3ª) | andata (3ª) | 3ª giornata       | ritorno (20ª) | ritorno (20ª) |
|             |             |                   |               |               |
| 15 set.     | 1-1         | Bari-Sampdoria    | 1-1           | 9 feb.        |
| 15 set.     | 0-1         | Cagliari-Roma     | 0-0           | 9 feb.        |
| 15 set.     | 0-2         | Cremonese-Torino  | 0-2           | 9 feb.        |
| 15 set.     | 1-2         | Fiorentina-Foggia | 3-3           | 9 feb.        |
| 15 set.     | 1-0         | Genoa-Ascoli      | 2-0           | 9 feb.        |
| 15 set.     | 2-0         | Inter-Verona      | 0-1           | 9 feb.        |
| 15 set.     | 1-1         | Juventus-Milan    | 1-1           | 9 feb.        |
| 15 set.     | 1-1         | Lazio-Atalanta    | 0-1           | 9 feb.        |
| 15 set.     | 2-2         | Napoli-Parma      | 1-2           | 9 feb.        |

| andata (4ª) | andata (4ª) | 4ª giornata       | ritorno (21ª) | ritorno (21ª) |
|             |             |                   |               |               |
| 22 set.     | 1-4         | Ascoli-Lazio      | 1-1           | 16 feb.       |
| 22 set.     | 0-0         | Atalanta-Juventus | 1-2           | 16 feb.       |
| 22 set.     | 3-1         | Foggia-Cagliari   | 2-2           | 16 feb.       |
| 22 set.     | 1-1         | Milan-Fiorentina  | 0-0           | 16 feb.       |
| 22 set.     | 1-1         | Parma-Cremonese   | 1-0           | 16 feb.       |
| 22 set.     | 0-0         | Roma-Genoa        | 1-1           | 16 feb.       |
| 22 set.     | 4-0         | Sampdoria-Inter   | 0-0           | 16 feb.       |
| 22 set.     | 0-0         | Torino-Napoli     | 1-0           | 16 feb.       |
| 22 set.     | 2-1         | Verona-Bari       | 1-2           | 16 feb.       |

| andata (3ª) | andata (3ª) | 3ª giornata       | ritorno (20ª) | ritorno (20ª) |
|             |             |                   |               |               |
| 15 set.     | 1-1         | Bari-Sampdoria    | 1-1           | 9 feb.        |
| 15 set.     | 0-1         | Cagliari-Roma     | 0-0           | 9 feb.        |
| 15 set.     | 0-2         | Cremonese-Torino  | 0-2           | 9 feb.        |
| 15 set.     | 1-2         | Fiorentina-Foggia | 3-3           | 9 feb.        |
| 15 set.     | 1-0         | Genoa-Ascoli      | 2-0           | 9 feb.        |
| 15 set.     | 2-0         | Inter-Verona      | 0-1           | 9 feb.        |
| 15 set.     | 1-1         | Juventus-Milan    | 1-1           | 9 feb.        |
| 15 set.     | 1-1         | Lazio-Atalanta    | 0-1           | 9 feb.        |
| 15 set.     | 2-2         | Napoli-Parma      | 1-2           | 9 feb.        |

| andata (4ª) | andata (4ª) | 4ª giornata       | ritorno (21ª) | ritorno (21ª) |
|             |             |                   |               |               |
| 22 set.     | 1-4         | Ascoli-Lazio      | 1-1           | 16 feb.       |
| 22 set.     | 0-0         | Atalanta-Juventus | 1-2           | 16 feb.       |
| 22 set.     | 3-1         | Foggia-Cagliari   | 2-2           | 16 feb.       |
| 22 set.     | 1-1         | Milan-Fiorentina  | 0-0           | 16 feb.       |
| 22 set.     | 1-1         | Parma-Cremonese   | 1-0           | 16 feb.       |
| 22 set.     | 0-0         | Roma-Genoa        | 1-1           | 16 feb.       |
| 22 set.     | 4-0         | Sampdoria-Inter   | 0-0           | 16 feb.       |
| 22 set.     | 0-0         | Torino-Napoli     | 1-0           | 16 feb.       |
| 22 set.     | 2-1         | Verona-Bari       | 1-2           | 16 feb.       |

| andata (5ª) | andata (5ª) | 5ª giornata        | ritorno (22ª) | ritorno (22ª) |
|             |             |                    |               |               |
| 29 set.     | 0-1         | Cagliari-Torino    | 0-1           | 23 feb.       |
| 29 set.     | 1-2         | Cremonese-Atalanta | 1-1           | 23 feb.       |
| 29 set.     | 0-1         | Fiorentina-Roma    | 3-1           | 23 feb.       |
| 29 set.     | 1-1         | Foggia-Parma       | 0-2           | 23 feb.       |
| 29 set.     | 2-0         | Juventus-Bari      | 0-0           | 23 feb.       |
| 29 set.     | 0-1         | Lazio-Inter        | 0-1           | 23 feb.       |
| 29 set.     | 1-1         | Milan-Genoa        | 0-0           | 23 feb.       |
| 29 set.     | 3-1         | Napoli-Verona      | 1-0           | 23 feb.       |
| 29 set.     | 4-0         | Sampdoria-Ascoli   | 1-0           | 23 feb.       |

| andata (6ª) | andata (6ª) | 6ª giornata      | ritorno (23ª) | ritorno (23ª) |
|             |             |                  |               |               |
| 6 ott.      | 1-4         | Ascoli-Napoli    | 1-5           | 1º mar.       |
| 6 ott.      | 0-2         | Atalanta-Milan   | 1-3           | 1º mar.       |
| 6 ott.      | 0-0         | Bari-Cremonese   | 1-1           | 1º mar.       |
| 6 ott.      | 2-1         | Genoa-Juventus   | 0-3           | 1º mar.       |
| 6 ott.      | 1-1         | Inter-Fiorentina | 1-1           | 1º mar.       |
| 6 ott.      | 2-1         | Parma-Sampdoria  | 0-2           | 1º mar.       |
| 6 ott.      | 1-1         | Roma-Lazio       | 1-1           | 1º mar.       |
| 6 ott.      | 3-1         | Torino-Foggia    | 1-1           | 1º mar.       |
| 6 ott.      | 2-0         | Verona-Cagliari  | 0-4           | 1º mar.       |

| andata (5ª) | andata (5ª) | 5ª giornata        | ritorno (22ª) | ritorno (22ª) |
|             |             |                    |               |               |
| 29 set.     | 0-1         | Cagliari-Torino    | 0-1           | 23 feb.       |
| 29 set.     | 1-2         | Cremonese-Atalanta | 1-1           | 23 feb.       |
| 29 set.     | 0-1         | Fiorentina-Roma    | 3-1           | 23 feb.       |
| 29 set.     | 1-1         | Foggia-Parma       | 0-2           | 23 feb.       |
| 29 set.     | 2-0         | Juventus-Bari      | 0-0           | 23 feb.       |
| 29 set.     | 0-1         | Lazio-Inter        | 0-1           | 23 feb.       |
| 29 set.     | 1-1         | Milan-Genoa        | 0-0           | 23 feb.       |
| 29 set.     | 3-1         | Napoli-Verona      | 1-0           | 23 feb.       |
| 29 set.     | 4-0         | Sampdoria-Ascoli   | 1-0           | 23 feb.       |

| andata (6ª) | andata (6ª) | 6ª giornata      | ritorno (23ª) | ritorno (23ª) |
|             |             |                  |               |               |
| 6 ott.      | 1-4         | Ascoli-Napoli    | 1-5           | 1º mar.       |
| 6 ott.      | 0-2         | Atalanta-Milan   | 1-3           | 1º mar.       |
| 6 ott.      | 0-0         | Bari-Cremonese   | 1-1           | 1º mar.       |
| 6 ott.      | 2-1         | Genoa-Juventus   | 0-3           | 1º mar.       |
| 6 ott.      | 1-1         | Inter-Fiorentina | 1-1           | 1º mar.       |
| 6 ott.      | 2-1         | Parma-Sampdoria  | 0-2           | 1º mar.       |
| 6 ott.      | 1-1         | Roma-Lazio       | 1-1           | 1º mar.       |
| 6 ott.      | 3-1         | Torino-Foggia    | 1-1           | 1º mar.       |
| 6 ott.      | 2-0         | Verona-Cagliari  | 0-4           | 1º mar.       |

| andata (7ª) | andata (7ª) | 7ª giornata        | ritorno (24ª) | ritorno (24ª) |
|             |             |                    |               |               |
| 20 ott.     | 1-1         | Cagliari-Inter     | 0-0           | 8 mar.        |
| 20 ott.     | 3-0         | Cremonese-Verona   | 2-2           | 8 mar.        |
| 20 ott.     | 2-0         | Fiorentina-Bari    | 0-1           | 8 mar.        |
| 20 ott.     | 1-0         | Foggia-Ascoli      | 1-2           | 8 mar.        |
| 20 ott.     | 1-1         | Lazio-Genoa        | 0-1           | 8 mar.        |
| 20 ott.     | 2-0         | Milan-Parma        | 3-1           | 8 mar.        |
| 20 ott.     | 0-1         | Napoli-Juventus    | 1-3           | 8 mar.        |
| 20 ott.     | 0-2         | Sampdoria-Atalanta | 0-0           | 8 mar.        |
| 20 ott.     | 1-1         | Torino-Roma        | 0-1           | 8 mar.        |

| andata (8ª) | andata (8ª) | 8ª giornata        | ritorno (25ª) | ritorno (25ª) |
|             |             |                    |               |               |
| 27 ott.     | 0-0         | Ascoli-Fiorentina  | 2-1           | 15 mar.       |
| 27 ott.     | 0-1         | Atalanta-Cagliari  | 0-0           | 15 mar.       |
| 27 ott.     | 0-1         | Bari-Milan         | 0-2           | 15 mar.       |
| 27 ott.     | 0-0         | Genoa-Sampdoria    | 2-2           | 15 mar.       |
| 27 ott.     | 0-0         | Inter-Napoli       | 1-1           | 15 mar.       |
| 27 ott.     | 2-0         | Juventus-Cremonese | 2-0           | 15 mar.       |
| 27 ott.     | 0-0         | Parma-Torino       | 0-0           | 15 mar.       |
| 27 ott.     | 1-1         | Roma-Foggia        | 2-1           | 15 mar.       |
| 27 ott.     | 0-2         | Verona-Lazio       | 0-2           | 15 mar.       |

| andata (7ª) | andata (7ª) | 7ª giornata        | ritorno (24ª) | ritorno (24ª) |
|             |             |                    |               |               |
| 20 ott.     | 1-1         | Cagliari-Inter     | 0-0           | 8 mar.        |
| 20 ott.     | 3-0         | Cremonese-Verona   | 2-2           | 8 mar.        |
| 20 ott.     | 2-0         | Fiorentina-Bari    | 0-1           | 8 mar.        |
| 20 ott.     | 1-0         | Foggia-Ascoli      | 1-2           | 8 mar.        |
| 20 ott.     | 1-1         | Lazio-Genoa        | 0-1           | 8 mar.        |
| 20 ott.     | 2-0         | Milan-Parma        | 3-1           | 8 mar.        |
| 20 ott.     | 0-1         | Napoli-Juventus    | 1-3           | 8 mar.        |
| 20 ott.     | 0-2         | Sampdoria-Atalanta | 0-0           | 8 mar.        |
| 20 ott.     | 1-1         | Torino-Roma        | 0-1           | 8 mar.        |

| andata (8ª) | andata (8ª) | 8ª giornata        | ritorno (25ª) | ritorno (25ª) |
|             |             |                    |               |               |
| 27 ott.     | 0-0         | Ascoli-Fiorentina  | 2-1           | 15 mar.       |
| 27 ott.     | 0-1         | Atalanta-Cagliari  | 0-0           | 15 mar.       |
| 27 ott.     | 0-1         | Bari-Milan         | 0-2           | 15 mar.       |
| 27 ott.     | 0-0         | Genoa-Sampdoria    | 2-2           | 15 mar.       |
| 27 ott.     | 0-0         | Inter-Napoli       | 1-1           | 15 mar.       |
| 27 ott.     | 2-0         | Juventus-Cremonese | 2-0           | 15 mar.       |
| 27 ott.     | 0-0         | Parma-Torino       | 0-0           | 15 mar.       |
| 27 ott.     | 1-1         | Roma-Foggia        | 2-1           | 15 mar.       |
| 27 ott.     | 0-2         | Verona-Lazio       | 0-2           | 15 mar.       |

| andata (9ª) | andata (9ª) | 9ª giornata         | ritorno (26ª) | ritorno (26ª) |
|             |             |                     |               |               |
| 3 nov.      | 1-0         | Ascoli-Cremonese    | 1-3           | 29 mar.       |
| 3 nov.      | 1-0         | Fiorentina-Cagliari | 0-4           | 29 mar.       |
| 3 nov.      | 4-1         | Foggia-Bari         | 3-1           | 29 mar.       |
| 3 nov.      | 0-2         | Genoa-Atalanta      | 0-1           | 29 mar.       |
| 3 nov.      | 1-1         | Lazio-Juventus      | 1-1           | 29 mar.       |
| 3 nov.      | 4-1         | Milan-Roma          | 1-1           | 29 mar.       |
| 3 nov.      | 2-1         | Napoli-Sampdoria    | 1-1           | 29 mar.       |
| 3 nov.      | 1-1         | Parma-Verona        | 0-1           | 29 mar.       |
| 3 nov.      | 0-0         | Torino-Inter        | 0-0           | 29 mar.       |

| andata (10ª) | andata (10ª) | 10ª giornata        | ritorno (27ª) | ritorno (27ª) |
|              |              |                     |               |               |
| 17 nov.      | 1-0          | Atalanta-Fiorentina | 0-3           | 5 apr.        |
| 17 nov.      | 1-2          | Bari-Lazio          | 1-3           | 5 apr.        |
| 17 nov.      | 0-0          | Cagliari-Parma      | 1-1           | 5 apr.        |
| 17 nov.      | 0-2          | Cremonese-Foggia    | 0-2           | 5 apr.        |
| 17 nov.      | 2-1          | Inter-Ascoli        | 2-1           | 5 apr.        |
| 17 nov.      | 1-0          | Juventus-Torino     | 0-2           | 5 apr.        |
| 17 nov.      | 1-1          | Roma-Napoli         | 2-3           | 5 apr.        |
| 17 nov.      | 0-2          | Sampdoria-Milan     | 1-5           | 5 apr.        |
| 17 nov.      | 2-1          | Verona-Genoa        | 0-1           | 5 apr.        |

| andata (9ª) | andata (9ª) | 9ª giornata         | ritorno (26ª) | ritorno (26ª) |
|             |             |                     |               |               |
| 3 nov.      | 1-0         | Ascoli-Cremonese    | 1-3           | 29 mar.       |
| 3 nov.      | 1-0         | Fiorentina-Cagliari | 0-4           | 29 mar.       |
| 3 nov.      | 4-1         | Foggia-Bari         | 3-1           | 29 mar.       |
| 3 nov.      | 0-2         | Genoa-Atalanta      | 0-1           | 29 mar.       |
| 3 nov.      | 1-1         | Lazio-Juventus      | 1-1           | 29 mar.       |
| 3 nov.      | 4-1         | Milan-Roma          | 1-1           | 29 mar.       |
| 3 nov.      | 2-1         | Napoli-Sampdoria    | 1-1           | 29 mar.       |
| 3 nov.      | 1-1         | Parma-Verona        | 0-1           | 29 mar.       |
| 3 nov.      | 0-0         | Torino-Inter        | 0-0           | 29 mar.       |

| andata (10ª) | andata (10ª) | 10ª giornata        | ritorno (27ª) | ritorno (27ª) |
|              |              |                     |               |               |
| 17 nov.      | 1-0          | Atalanta-Fiorentina | 0-3           | 5 apr.        |
| 17 nov.      | 1-2          | Bari-Lazio          | 1-3           | 5 apr.        |
| 17 nov.      | 0-0          | Cagliari-Parma      | 1-1           | 5 apr.        |
| 17 nov.      | 0-2          | Cremonese-Foggia    | 0-2           | 5 apr.        |
| 17 nov.      | 2-1          | Inter-Ascoli        | 2-1           | 5 apr.        |
| 17 nov.      | 1-0          | Juventus-Torino     | 0-2           | 5 apr.        |
| 17 nov.      | 1-1          | Roma-Napoli         | 2-3           | 5 apr.        |
| 17 nov.      | 0-2          | Sampdoria-Milan     | 1-5           | 5 apr.        |
| 17 nov.      | 2-1          | Verona-Genoa        | 0-1           | 5 apr.        |

| andata (11ª) | andata (11ª) | 11ª giornata     | ritorno (28ª) | ritorno (28ª) |
|              |              |                  |               |               |
| 24 nov.      | 0-2          | Ascoli-Juventus  | 0-1           | 12 apr.       |
| 24 nov.      | 1-1          | Fiorentina-Lazio | 1-1           | 12 apr.       |
| 24 nov.      | 2-3          | Foggia-Atalanta  | 4-4           | 12 apr.       |
| 24 nov.      | 2-2          | Genoa-Cagliari   | 1-1           | 12 apr.       |
| 24 nov.      | 3-1          | Milan-Cremonese  | 1-1           | 12 apr.       |
| 24 nov.      | 1-0          | Napoli-Bari      | 3-1           | 12 apr.       |
| 24 nov.      | 1-1          | Parma-Inter      | 0-0           | 12 apr.       |
| 24 nov.      | 2-0          | Roma-Sampdoria   | 1-1           | 12 apr.       |
| 24 nov.      | 0-0          | Torino-Verona    | 2-1           | 12 apr.       |

| andata (12ª) | andata (12ª) | 12ª giornata         | ritorno (29ª) | ritorno (29ª) |
|              |              |                      |               |               |
| 1º dic.      | 0-1          | Atalanta-Parma       | 0-0           | 18 apr.       |
| 1º dic.      | 1-2          | Bari-Genoa           | 3-1           | 18 apr.       |
| 1º dic.      | 2-0          | Cagliari-Ascoli      | 3-1           | 18 apr.       |
| 1º dic.      | 1-3          | Cremonese-Fiorentina | 1-1           | 18 apr.       |
| 1º dic.      | 1-1          | Inter-Milan          | 0-1           | 18 apr.       |
| 1º dic.      | 2-1          | Juventus-Roma        | 1-1           | 18 apr.       |
| 1º dic.      | 3-3          | Lazio-Napoli         | 0-3           | 18 apr.       |
| 1º dic.      | 0-0          | Sampdoria-Torino     | 1-1           | 18 apr.       |
| 1º dic.      | 1-0          | Verona-Foggia        | 0-5           | 18 apr.       |

| andata (11ª) | andata (11ª) | 11ª giornata     | ritorno (28ª) | ritorno (28ª) |
|              |              |                  |               |               |
| 24 nov.      | 0-2          | Ascoli-Juventus  | 0-1           | 12 apr.       |
| 24 nov.      | 1-1          | Fiorentina-Lazio | 1-1           | 12 apr.       |
| 24 nov.      | 2-3          | Foggia-Atalanta  | 4-4           | 12 apr.       |
| 24 nov.      | 2-2          | Genoa-Cagliari   | 1-1           | 12 apr.       |
| 24 nov.      | 3-1          | Milan-Cremonese  | 1-1           | 12 apr.       |
| 24 nov.      | 1-0          | Napoli-Bari      | 3-1           | 12 apr.       |
| 24 nov.      | 1-1          | Parma-Inter      | 0-0           | 12 apr.       |
| 24 nov.      | 2-0          | Roma-Sampdoria   | 1-1           | 12 apr.       |
| 24 nov.      | 0-0          | Torino-Verona    | 2-1           | 12 apr.       |

| andata (12ª) | andata (12ª) | 12ª giornata         | ritorno (29ª) | ritorno (29ª) |
|              |              |                      |               |               |
| 1º dic.      | 0-1          | Atalanta-Parma       | 0-0           | 18 apr.       |
| 1º dic.      | 1-2          | Bari-Genoa           | 3-1           | 18 apr.       |
| 1º dic.      | 2-0          | Cagliari-Ascoli      | 3-1           | 18 apr.       |
| 1º dic.      | 1-3          | Cremonese-Fiorentina | 1-1           | 18 apr.       |
| 1º dic.      | 1-1          | Inter-Milan          | 0-1           | 18 apr.       |
| 1º dic.      | 2-1          | Juventus-Roma        | 1-1           | 18 apr.       |
| 1º dic.      | 3-3          | Lazio-Napoli         | 0-3           | 18 apr.       |
| 1º dic.      | 0-0          | Sampdoria-Torino     | 1-1           | 18 apr.       |
| 1º dic.      | 1-0          | Verona-Foggia        | 0-5           | 18 apr.       |

| andata (13ª) | andata (13ª) | 13ª giornata      | ritorno (30ª) | ritorno (30ª) |
|              |              |                   |               |               |
| 8 dic.       | 2-2          | Ascoli-Bari       | 1-2           | 26 apr.       |
| 8 dic.       | 2-0          | Cremonese-Lazio   | 2-3           | 26 apr.       |
| 8 dic.       | 4-1          | Fiorentina-Verona | 3-2           | 26 apr.       |
| 8 dic.       | 0-0          | Foggia-Sampdoria  | 1-1           | 26 apr.       |
| 8 dic.       | 2-0          | Genoa-Parma       | 0-2           | 26 apr.       |
| 8 dic.       | 2-1          | Juventus-Inter    | 3-1           | 26 apr.       |
| 8 dic.       | 2-0          | Milan-Torino      | 2-2           | 26 apr.       |
| 8 dic.       | 4-0          | Napoli-Cagliari   | 0-0           | 26 apr.       |
| 8 dic.       | 1-1          | Roma-Atalanta     | 1-0           | 26 apr.       |

| andata (14ª) | andata (14ª) | 14ª giornata       | ritorno (31ª) | ritorno (31ª) |
|              |              |                    |               |               |
| 15 dic.      | 0-0          | Bari-Atalanta      | 1-2           | 3 mag.        |
| 15 dic.      | 0-0          | Cagliari-Cremonese | 1-0           | 3 mag.        |
| 15 dic.      | 2-2          | Inter-Genoa        | 2-1           | 3 mag.        |
| 15 dic.      | 1-1          | Lazio-Milan        | 0-2           | 3 mag.        |
| 15 dic.      | 3-3          | Napoli-Foggia      | 0-1           | 3 mag.        |
| 15 dic.      | 3-1          | Parma-Roma         | 0-1           | 3 mag.        |
| 15 dic.      | 1-0          | Sampdoria-Juventus | 0-0           | 3 mag.        |
| 15 dic.      | 2-0          | Torino-Fiorentina  | 0-0           | 3 mag.        |
| 15 dic.      | 1-0          | Verona-Ascoli      | 1-1           | 3 mag.        |

| andata (13ª) | andata (13ª) | 13ª giornata      | ritorno (30ª) | ritorno (30ª) |
|              |              |                   |               |               |
| 8 dic.       | 2-2          | Ascoli-Bari       | 1-2           | 26 apr.       |
| 8 dic.       | 2-0          | Cremonese-Lazio   | 2-3           | 26 apr.       |
| 8 dic.       | 4-1          | Fiorentina-Verona | 3-2           | 26 apr.       |
| 8 dic.       | 0-0          | Foggia-Sampdoria  | 1-1           | 26 apr.       |
| 8 dic.       | 2-0          | Genoa-Parma       | 0-2           | 26 apr.       |
| 8 dic.       | 2-1          | Juventus-Inter    | 3-1           | 26 apr.       |
| 8 dic.       | 2-0          | Milan-Torino      | 2-2           | 26 apr.       |
| 8 dic.       | 4-0          | Napoli-Cagliari   | 0-0           | 26 apr.       |
| 8 dic.       | 1-1          | Roma-Atalanta     | 1-0           | 26 apr.       |

| andata (14ª) | andata (14ª) | 14ª giornata       | ritorno (31ª) | ritorno (31ª) |
|              |              |                    |               |               |
| 15 dic.      | 0-0          | Bari-Atalanta      | 1-2           | 3 mag.        |
| 15 dic.      | 0-0          | Cagliari-Cremonese | 1-0           | 3 mag.        |
| 15 dic.      | 2-2          | Inter-Genoa        | 2-1           | 3 mag.        |
| 15 dic.      | 1-1          | Lazio-Milan        | 0-2           | 3 mag.        |
| 15 dic.      | 3-3          | Napoli-Foggia      | 0-1           | 3 mag.        |
| 15 dic.      | 3-1          | Parma-Roma         | 0-1           | 3 mag.        |
| 15 dic.      | 1-0          | Sampdoria-Juventus | 0-0           | 3 mag.        |
| 15 dic.      | 2-0          | Torino-Fiorentina  | 0-0           | 3 mag.        |
| 15 dic.      | 1-0          | Verona-Ascoli      | 1-1           | 3 mag.        |

| andata (15ª) | andata (15ª) | 15ª giornata         | ritorno (32ª) | ritorno (32ª) |
|              |              |                      |               |               |
| 5 gen.       | 1-1          | Ascoli-Roma          | 0-1           | 10 mag.       |
| 5 gen.       | 0-0          | Atalanta-Verona      | 3-1           | 10 mag.       |
| 5 gen.       | 1-0          | Bari-Cagliari        | 0-0           | 10 mag.       |
| 5 gen.       | 0-1          | Cremonese-Inter      | 2-0           | 10 mag.       |
| 5 gen.       | 1-2          | Fiorentina-Sampdoria | 0-2           | 10 mag.       |
| 5 gen.       | 1-1          | Genoa-Torino         | 0-4           | 10 mag.       |
| 5 gen.       | 1-0          | Juventus-Parma       | 0-0           | 10 mag.       |
| 5 gen.       | 5-2          | Lazio-Foggia         | 1-2           | 10 mag.       |
| 5 gen.       | 5-0          | Milan-Napoli         | 1-1           | 10 mag.       |

| andata (16ª) | andata (16ª) | 16ª giornata      | ritorno (33ª) | ritorno (33ª) |
|              |              |                   |               |               |
| 12 gen.      | 1-1          | Cagliari-Juventus | 0-0           | 17 mag.       |
| 12 gen.      | 1-0          | Foggia-Genoa      | 2-0           | 17 mag.       |
| 12 gen.      | 1-0          | Inter-Bari        | 2-0           | 17 mag.       |
| 12 gen.      | 1-0          | Napoli-Fiorentina | 2-4           | 17 mag.       |
| 12 gen.      | 2-0          | Parma-Ascoli      | 3-2           | 17 mag.       |
| 12 gen.      | 3-0          | Roma-Cremonese    | 2-1           | 17 mag.       |
| 12 gen.      | 1-0          | Sampdoria-Lazio   | 2-1           | 17 mag.       |
| 12 gen.      | 1-1          | Torino-Atalanta   | 3-1           | 17 mag.       |
| 12 gen.      | 0-1          | Verona-Milan      | 0-4           | 17 mag.       |

| andata (15ª) | andata (15ª) | 15ª giornata         | ritorno (32ª) | ritorno (32ª) |
|              |              |                      |               |               |
| 5 gen.       | 1-1          | Ascoli-Roma          | 0-1           | 10 mag.       |
| 5 gen.       | 0-0          | Atalanta-Verona      | 3-1           | 10 mag.       |
| 5 gen.       | 1-0          | Bari-Cagliari        | 0-0           | 10 mag.       |
| 5 gen.       | 0-1          | Cremonese-Inter      | 2-0           | 10 mag.       |
| 5 gen.       | 1-2          | Fiorentina-Sampdoria | 0-2           | 10 mag.       |
| 5 gen.       | 1-1          | Genoa-Torino         | 0-4           | 10 mag.       |
| 5 gen.       | 1-0          | Juventus-Parma       | 0-0           | 10 mag.       |
| 5 gen.       | 5-2          | Lazio-Foggia         | 1-2           | 10 mag.       |
| 5 gen.       | 5-0          | Milan-Napoli         | 1-1           | 10 mag.       |

| andata (16ª) | andata (16ª) | 16ª giornata      | ritorno (33ª) | ritorno (33ª) |
|              |              |                   |               |               |
| 12 gen.      | 1-1          | Cagliari-Juventus | 0-0           | 17 mag.       |
| 12 gen.      | 1-0          | Foggia-Genoa      | 2-0           | 17 mag.       |
| 12 gen.      | 1-0          | Inter-Bari        | 2-0           | 17 mag.       |
| 12 gen.      | 1-0          | Napoli-Fiorentina | 2-4           | 17 mag.       |
| 12 gen.      | 2-0          | Parma-Ascoli      | 3-2           | 17 mag.       |
| 12 gen.      | 3-0          | Roma-Cremonese    | 2-1           | 17 mag.       |
| 12 gen.      | 1-0          | Sampdoria-Lazio   | 2-1           | 17 mag.       |
| 12 gen.      | 1-1          | Torino-Atalanta   | 3-1           | 17 mag.       |
| 12 gen.      | 0-1          | Verona-Milan      | 0-4           | 17 mag.       |

| \| andata (17ª) \| andata (17ª) \| 17ª giornata \| ritorno (34ª) \| ritorno (34ª) \| \| \| \| \| \| \| \| 19 gen. \| 0-4 \| Ascoli-Torino \| 2-5 \| 24 mag. \| \| 19 gen. \| 1-0 \| Atalanta-Inter \| 0-0 \| 24 mag. \| \| 19 gen. \| 2-1 \| Bari-Roma \| 0-2 \| 24 mag. \| \| 19 gen. \| 0-1 \| Cremonese-Sampdoria \| 2-2 \| 24 mag. \| \| 19 gen. \| 1-1 \| Fiorentina-Parma \| 1-1 \| 24 mag. \| \| 19 gen. \| 3-4 \| Genoa-Napoli \| 0-1 \| 24 mag. \| \| 19 gen. \| 2-0 \| Juventus-Verona \| 3-3 \| 24 mag. \| \| 19 gen. \| 2-1 \| Lazio-Cagliari \| 1-0 \| 24 mag. \| \| 19 gen. \| 3-1 \| Milan-Foggia \| 8-2 \| 24 mag. \| |              |                     |               |               |
| andata (17ª) | andata (17ª) | 17ª giornata        | ritorno (34ª) | ritorno (34ª) |
| |              |                     |               |               |
| 19 gen. | 0-4          | Ascoli-Torino       | 2-5           | 24 mag.       |
| 19 gen. | 1-0          | Atalanta-Inter      | 0-0           | 24 mag.       |
| 19 gen. | 2-1          | Bari-Roma           | 0-2           | 24 mag.       |
| 19 gen. | 0-1          | Cremonese-Sampdoria | 2-2           | 24 mag.       |
| 19 gen. | 1-1          | Fiorentina-Parma    | 1-1           | 24 mag.       |
| 19 gen. | 3-4          | Genoa-Napoli        | 0-1           | 24 mag.       |
| 19 gen. | 2-0          | Juventus-Verona     | 3-3           | 24 mag.       |
| 19 gen. | 2-1          | Lazio-Cagliari      | 1-0           | 24 mag.       |
| 19 gen. | 3-1          | Milan-Foggia        | 8-2           | 24 mag.       |

| andata (17ª) | andata (17ª) | 17ª giornata        | ritorno (34ª) | ritorno (34ª) |
|              |              |                     |               |               |
| 19 gen.      | 0-4          | Ascoli-Torino       | 2-5           | 24 mag.       |
| 19 gen.      | 1-0          | Atalanta-Inter      | 0-0           | 24 mag.       |
| 19 gen.      | 2-1          | Bari-Roma           | 0-2           | 24 mag.       |
| 19 gen.      | 0-1          | Cremonese-Sampdoria | 2-2           | 24 mag.       |
| 19 gen.      | 1-1          | Fiorentina-Parma    | 1-1           | 24 mag.       |
| 19 gen.      | 3-4          | Genoa-Napoli        | 0-1           | 24 mag.       |
| 19 gen.      | 2-0          | Juventus-Verona     | 3-3           | 24 mag.       |
| 19 gen.      | 2-1          | Lazio-Cagliari      | 1-0           | 24 mag.       |
| 19 gen.      | 3-1          | Milan-Foggia        | 8-2           | 24 mag.       |

## Statistiche

### Squadre

#### Capoliste solitarie
|    | —— | —— | —— | ——  | ——  | —— | —— | ——    | ——    | ——    | ——    | ——    | ——    | ——    | ——    | ——    | ——    | ——    | ——    | ——    | ——    | ——    | ——    | ——    | ——    | ——    | ——    | ——    | ——    | ——    | ——    | ——    | ——    | —— |  |
|    |    |    |    | Juv | Nap |    |    | Milan | Milan | Milan | Milan | Milan | Milan | Milan | Milan | Milan | Milan | Milan | Milan | Milan | Milan | Milan | Milan | Milan | Milan | Milan | Milan | Milan | Milan | Milan | Milan | Milan | Milan |    |  |
|    |    |    |    |     |     |    |    |       |       |       |       |       |       |       |       |       |       |       |       |       |       |       |       |       |       |       |       |       |       |       |       |       |       |    |  |
|    |    |    |    |     |     |    |    |       |       |       |       |       |       |       |       |       |       |       |       |       |       |       |       |       |       |       |       |       |       |       |       |       |       |    |  |
| 1ª | 2ª | 3ª | 4ª | 5ª  | 6ª  | 7ª | 8ª | 9ª    | 10ª   | 11ª   | 12ª   | 13ª   | 14ª   | 15ª   | 16ª   | 17ª   | 18ª   | 19ª   | 20ª   | 21ª   | 22ª   | 23ª   | 24ª   | 25ª   | 26ª   | 27ª   | 28ª   | 29ª   | 30ª   | 31ª   | 32ª   | 33ª   | 34ª   |    |  |

#### Primati stagionali
Squadre
- Maggior numero di partite vinte: 22 (Milan)
- Minor numero di partite perse: 0 (Milan)
- Massimo dei pareggi: 17 (Inter)
- Minor numero di partite vinte: 4 (Ascoli)
- Maggior numero di partite perse: 24 (Ascoli)
- Minimo dei pareggi: 6 (Ascoli)
- Miglior attacco: 74 (Milan)
- Miglior difesa: 20 (Torino)
- Miglior differenza reti: 53 (Milan)
- Peggior attacco: 24 (Verona)
- Peggior difesa: 68 (Ascoli)
- Peggior differenza reti: −43 (Ascoli)

Partite
- Partita con più reti segnate: Foggia-Milan 2-8 (10)
- Partita con maggior scarto di reti: Foggia-Milan 2-8 (6)

### Individuali

#### Classifica marcatori
| Gol | Rigori |  | Giocatore         | Squadra    |
| --- | ------ |  | ----------------- | ---------- |
| 25  | 9      |  | Marco van Basten  | Milan      |
| 18  | 8      |  | Roberto Baggio    | Juventus   |
| 16  | 3      |  | Francesco Baiano  | Foggia     |
| 15  | 2      |  | Careca            | Napoli     |
| 13  |        |  | Gabriel Batistuta | Fiorentina |
| 13  |        |  | Karl-Heinz Riedle | Lazio      |
| 13  | 2      |  | Rubén Sosa        | Lazio      |
| 12  |        |  | Gianfranco Zola   | Napoli     |
| 11  | 3      |  | David Platt       | Bari       |
| 11  |        |  | Giuseppe Signori  | Foggia     |
| 11  |        |  | Tomáš Skuhravý    | Genoa      |
| 11  | 2      |  | Gianluca Vialli   | Sampdoria  |
| 10  | 2      |  | Carlos Aguilera   | Genoa      |

### Media spettatori
Media spettatori della Serie A 1991-92: 34.205
| Club       | Pos. | Media  |
| ---------- | ---- | ------ |
| Milan      | 1    | 77.868 |
| Juventus   | 2    | 51.832 |
| Roma       | 3    | 51.609 |
| Inter      | 4    | 48.783 |
| Napoli     | 5    | 48.192 |
| Lazio      | 6    | 39.499 |
| Bari       | 7    | 35.796 |
| Torino     | 8    | 35.364 |
| Sampdoria  | 9    | 31.372 |
| Genoa      | 10   | 31.063 |
| Fiorentina | 11   | 30.488 |
| Cagliari   | 12   | 24.454 |
| Verona     | 13   | 23.009 |
| Foggia     | 14   | 22.470 |
| Parma      | 15   | 21.553 |
| Atalanta   | 16   | 20.240 |
| Ascoli     | 17   | 11.190 |
| Cremonese  | 18   | 10.896 |